# Битка код Мимигаве
Битка код Мимигаве (Битка код реке Мими), одлучујући пораз клана Отомо од стране клана Шимазу, који је заувек окончао моћ клана Отомо као велике силе на острву Кјушу.

## Позадина
Почетком 1578. године на југоисточном крилу клана Отомо развила се нова озбиљна стратешка претња. Ова претња је била успон клана Шимазу, коју су читав век мучили немири међу сопственим рођацима, номиналним вазалима и непокорном властелом (кокуђинима) Сацуме и Осумија. До средине 1570-их, Шимазу су успели да подвргну бароне те две провинције верности. Под вођством обновитеља власти своје куће, Шимазу Јошихисе (1533—1611, владао 1566-1687 као даимјо), они су тада кренули у амбициозни програм експанзије који је требало да трансформише читав политички систем Кјушуа.
Прва спољна мета Шимазуа био је њихов стари непријатељ, породица Ито из провинције Хјуга, која је стекла превласт у тој провинцији током њихове слабости. До јануара 1578, војске Шимазу Јошихисе и његовог брата Шимазу Јошихира (1535-1619) су убедљиво победиле вазале Итоа, приморавши младог старешину те куће, Ито Јошикату (1567-98), да побегне из Хјуге и затражи помоћ од његових рођака по мајци, клана Отомо. Сорин се повукао као даимјо 1576. године, преневши власт над својим великим доменом на свог најстаријег сина Отомо Јошимунеа (1558-1605). Али Отомо су били више него вољни да помогну Иту. Одговарајући изазову Шимазуа, одлучили су се на масивну интервенцију. Као нови даимјо жељан да се докаже, Јошимуне је у касно пролеће 1578. послао у Хјугу војску процењену на четрдесет или шездесет хиљада људи.

### Поход у провинцију Хјуга
На почетку је, међутим, Отомо кампања у Хјуги прошла добро. Између Бунго границе и Мимикаве, реке која се улива море Хјуга око једне трећине пута низ дугу обалу окупиране провинције, једини присталица Шимазуа који се озбиљно супротставио Отому био је Цучимочи Чиканари, господар замка Мацуо у данашњем граду Нобеока . 16. маја 1578. пао је замак Мацуо; Чиканари, који је ухваћен жив, био је приморан да изврши сепуку. Да би се уверили да сви разумеју да територија Цучимочија има нове господаре, Сорин и Јошимуне су наредили да будистички манастири и шинтоистички храмови који се тамо налазе треба да буду спаљени и опустошени. Тако је Сорин, хришћанин, подсетићемо, тек од августа (Јошимуне се није подвргао крштењу све до 1587. године) – одлучио већ у октобру те године да докаже своју веру спаљивањем паганских храмова и идола.
Изванредно је да ни даимјо Отомо Јошимуне, ни Отомо Сорин, који се бавио спаљивањем паганских храмова у освојеном делу провинције Хјуга, није био са тим трупама док су се приближавале непријатељу. Уместо тога, водио их је Тавара Чикаката, Јошимунеов ујак, кога западни и јапански извори са ретким једнодушношћу називају неспособним заповедником и кукавицом. Па ипак, пошто нису наишле на много противљења на путу, Отомо снаге су биле пуне самопоуздања (и неопрезне) док су се спуштале на отворено тло реке Омаругаве, линије раздвајања између северне и јужне Хјуге.
Тамо је њихов напредак блокирала тврђава Такаџо (која се налази у данашњем Киџо-чо, префектура Мијазаки). Напад на замак је пропао, углавном због недостатка јединства и реда међу капетанима нападача; тада су се договорили да се ограниче на опсаду.
На несрећу по њих и њихове војнике, занемарили су да предузму елементарне мере предострожности да обезбеде своје бокове и позадину. За то време, неизвиђане и непрепознате од Бунгових капетана, две јаке формације Шимазу трупа, које су предводила браћа даимјоа Шимазу Јошихисе, Шимазу Јошихиро и Шимазу Ијехиса (умро 1587), напредовале су у помоћ Такаџоу.

## Битка
10. децембра 1578. Јошихирова и Јехишина клешта су се затворила око несрећних снага Отома.
Обично се каже да је страдало двадесет хиљада Соринових и Јошимунеових људи у клању које је уследило. Та бројка је можда преувеличана, јер се број обичних војника (ашигару) који су изгубили животе могао само проценити. Познато је, међутим, да је чак три хиљаде оклопника (то јест, тешко наоружаних самураја на коњима, хитакабуто) било убијено на овом бојном пољу или утопљено у вртлозима набујале реке Мимигава док су покушавали да побегну. Међу онима који су страдали било је десетак главних капетана, али њихов генерал Тавара Чикаката, који је наводно убијен, у ствари је успео да побегне; поново би се појавио у Бунгу више од месец дана након пораза. Застрашујућа величина разбоја који је савладао „војску Отомо из седам провинција“ и велики и ужасни обим његовог стратишта могу се претпоставити ако се узме у обзир да иако је сукоб почео код Такаџоа на Омаругави, акција гоњења се наставила све до Мимигаве, која тече неких двадесет пет километара на север. Отуда је ова велика битка позната у историји као битка код Мимигаве.